# Arhopala lompana
Arhopala lompana är en fjärilsart som beskrevs av Ribbe 1926. Arhopala lompana ingår i släktet Arhopala och familjen juvelvingar. Inga underarter finns listade i Catalogue of Life.